# Runenstein von Glavendrup

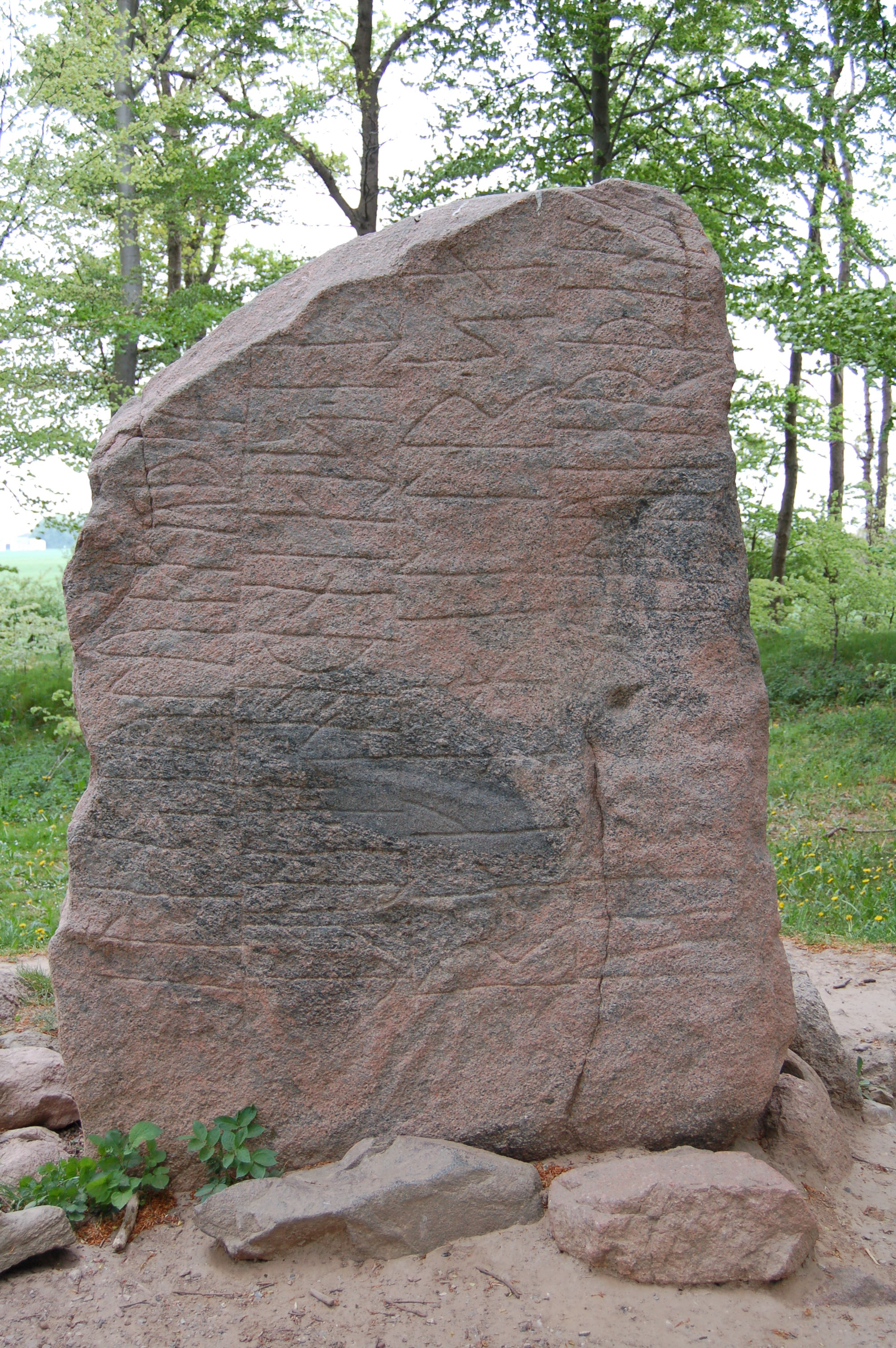
Der Runenstein von Glavendrup trägt die längste Inschrift eines dänischen Steins.

Der Runenstein von Glavendrup (DR 209) steht zwei Kilometer südöstlich von Skamby in einem schmalen Waldstück (Glavendrup-lunden) am Rande des Dorfes Glavendrup auf der dänischen Insel Fünen. Der Stein ist Teil eines Ensembles von Objekten.
Die Gruppe besteht aus einem alten Grabhügel, einer großen Schiffssetzung aus der jüngeren Bronzezeit, deren Stevenstein auf dem Hügelgrab platziert ist und während der Wikingerzeit (etwa um 900 n. Chr.) als Runenstein umgestaltet wurde. Die Schiffssetzung ist 60 m lang und 12 m breit. Im Inneren wurden neun Gräber gefunden, die jedoch alle leer waren.
Das besondere an Glavendrup ist der 1792 erstmals beschriebene Runenstein mit 210 Runen, die auf drei Seiten verteilt die längste Runeninschrift Dänemarks bilden. Er und der Runenstein von Tryggevælde bilden eine Gruppe, die eine Frau mit Namen Ragnhild für verschiedene Männer errichten ließ. Vom selben Runenmeister stammt vermutlich die Ritzung auf dem Stein von Rønninge. Der Stein von Glavendrup ist 2,82 m hoch, davon 1,88 m über dem Boden, 1,5 m breit und wiegt etwa sieben Tonnen. Der Text lautet: 
Ragnhildr satti stæin þannsi æft Alla Sǫlva, goða vīa, liðs hæiðverðan þegn. Alla syniR gærðu kumbl þausi æft faður sinn ok hans kona æft ver sinn. En Sōti rēst rūnaR þessi æft drōttin sinn. Þōrr vīgi þessi rūnaR. At rǣdda(?) sā verði es stæin þannsi ælti(?) eða æft annan dragi, auf Deutsch: „Ragnhild setzte diesen Stein für Alle den Bleichen, den Goden der Heiligtümer, den hochgeehrten Degen (Hauptmann) des fürstlichen Gefolges. Alles Söhne machten dieses Denkmal für ihren Vater, und seine Frau für ihren Mann, aber Sote ritzte diese Runen für seinen Herrn. Thor weihe diese Runen! Zu einem Feigling (oder: Hexer) werde der, der Gewalt gegen diesen Stein ausübt oder ihn wegschleppt zum Gedenken für einen anderen“.
Die genaue Bedeutung des Wortes „rǣdda“ ist ungeklärt; wenn die von Rundata akzeptierte Bedeutung „Hexer“ zutrifft, so bedeutet dies nicht etwa, dass der Steinzerstörer oder -versetzer Zauberkräfte erlangen würde, sondern dass er aus der Gesellschaft ausgestoßen würde. Die Vorstellung, dass Zauberkundige zu verfolgende Verbrecher seien, bestand in Skandinavien bereits vor der Christianisierung.
Die Stätte wird für die Aufstellung von Gedenksteinen genutzt. 1915 ein Gedenkstein für das Grundgesetz, 1920 ein Gedenkstein für die Wiedervereinigung mit Südjütland, 1926 ein Gedenkstein für Ansgar (der im 12. Jahrhundert Dänemark bereiste), 1936 zum 400 Jahrestag der Reformation und 1946 ein Gedenkstein für die Befreiung im Jahre 1945 zuvor.